# Одежда ацтеков
Произведения ацтекского искусства и красочные описания испанских завоевателей донесли до нас сведения о моде на одежду и украшения, существовавшей у обитателей древней Мексики.
Искусство одеваться играло в ацтекском обществе значительную роль, и это не удивительно. Ацтеки, как и все другие народы мира, стремились подчеркнуть своей одеждой социальные различия между людьми, и их наряды отличались не только пышностью, но и продуманностью деталей.

## Ткани

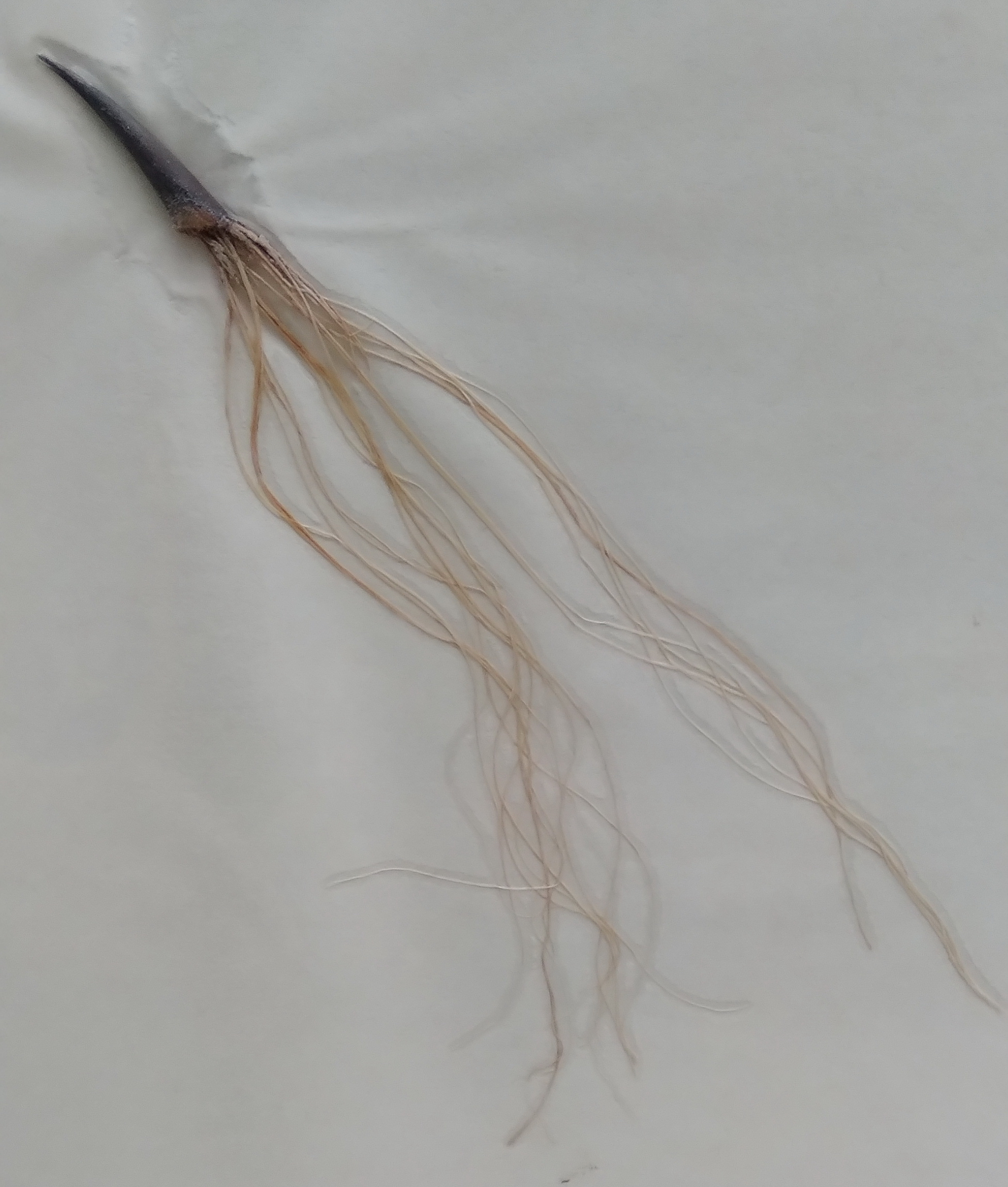
Иглу и прочное волокно агавы ацтеки использовали для шитья одежды

Ткачество у ацтеков, как и у подавляющего большинства других народов, было почти исключительно женским занятием. Считалось, что ткачихи находятся под покровительством Шочикецаль — богини цветов, юности и любви. Ацтекский ткацкий станок был чрезвычайно прост: два деревянных бруска привязывались к противоположным концам основы на расстоянии, определяемом длиной будущего изделия; нижний брусок прикреплялся к спине ткачихи с помощью ремня, верхний — к дереву или столбу. На выходе из станка отрез полотна был не более 2-3 метров длиной и, как правило, имел ширину не более 1 метра — расстояние, на которое ткачихе было удобно передавать челнок с уточной нитью из одной руки в другую. В качестве сырья для изготовления пряжи использовали волокна агавы и хлопковое волокно, а также волокна из пальмовых листьев и кроличья шерсть. Иногда, чтобы получить особенно яркие нити, пряжу скручивали с перьями.
Если ткань должна была быть цветной или узорчатой, нить предварительно окрашивали. Спектр оттенков от небесно-голубого до тёмно-синего получали с помощью индиго или листьев акации, смешанных с чёрной глиной. Жёлтую краску с зеленоватым или коричневым оттенком получали из дерева мора, красную — из семян кустарника аннато, а чёрную — из семян генипы, собираемых в жарких районах. Из минеральных красителей использовали сажу и охру. Красную краску получали также при измельчении кошенили, обитавшей на опунции. Для получения 1 килограмма краски требовалось до 150 тысяч насекомых; они продавались на рынке брикетами (в чистом виде либо смешанные с мелом или мукой).
Самыми распространёнными орнаментальными мотивами были изображения солнца, стилизованных раковин, драгоценных камней, змей, рыб, перьев, кактусов, кроликов и бабочек, а также геометрические фигуры. Встречались даже узоры, изображающие падающий снег, хотя в Мексике такое природное явление — исключительная редкость. Некоторые из этих рисунков выполнялись в процессе ткачества, но наиболее сложные вышивались на ткани с помощью иголок из колючек кактуса.
К сожалению, ни одного образца ацтекской ткани не сохранилось, и только рисунки и словесные отзывы дают некоторое представление об их красоте. Бернардино де Саагун описал виденный им плащ «рыжевато-коричневого цвета», на котором «в серебряном круге было изображено лицо чудовища или демона на красном фоне». На другом плаще «были вытканы рисунки, изображающие морские раковины, сделанные из выкрашенной в красный цвет кроличьей шерсти, на фоне бледно-голубых спиралей. Эти рисунки были заключены в голубые рамки…». У других плащей «на рыжевато-коричневом фоне были разбросаны бабочки, вытканные из белых перьев». Можно вообразить, какой фантастический эффект производила эта ярко расцвеченная одежда, особенно если учесть, что знатные люди могли надевать по 2-3 плаща одновременно!

## Одежда

### Мужская одежда
Основным предметом мужской одежды, который не снимался и ночью, была набедренная повязка — маштлатль; её обёртывали вокруг талии, пропускали между ног и завязывали спереди, причём свисающие концы зачастую отделывали вышивкой или бахромой. Мальчики начинали носить набедренную повязку, достигнув тринадцатилетнего возраста.
Верхней одеждой служил плащ — тильматли. Он представлял собой простой прямоугольный отрез ткани, который завязывали узлом на правом плече или на груди (ни пуговиц, ни пряжек ацтеки не знали). Садясь, человек переворачивал плащ таким образом, чтобы он оказался спереди и закрывал его тело и ноги. И набедренные повязки, и плащи носили мужчины всех сословий, но у простых людей они были белыми и почти ничем не украшались, тогда как наряды знати демонстрировали необычайное богатство цветов и узоров.
Расцветка плащей и рисунки на них отражали не только вкусы и материальные возможности владельцев — в ряде случаев они строго регламентировались. В первую очередь это относилось к плащам воинов, которые служили не только одеждой, но и почётной наградой. Так, когда молодой воин захватывал своего первого пленника, его награждали плащом с изображением скорпиона или цветов. Боец, приведший второго пленного, получал накидку с красной каймой. Если это случалось в третий раз, то ему вручали богато украшенный плащ под названием «драгоценный камень, скрученный ветром». Самым знатным и достойным воинам полагалась накидка красного цвета с белой полосой. Хотя яркие наряды делали своих обладателей прекрасной мишенью на поле боя, зато всем вокруг сразу становилось ясно, что перед ними — опытный и доблестный воин.
Плащи жрецов были чёрного или тёмно-зелёного цвета, часто расшитые изображениями черепов и костей. Плащ зелёно-голубого оттенка (т. н.шиутильматли — «бирюзовый плащ») имел право носить только тлатоани — «император» ацтеков.
Кроме плащей и набедренных повязок, у ацтеков имелись и другие предметы одежды. К примеру, жрецы и воины могли носить под плащами (или вместо плащей) тунику с очень короткими рукавами — шиколли. Обычно она шилась с разрезом спереди, и её можно было «застегнуть», завязав ленточки. У другой модели шиколли разреза не было, и её приходилось надевать через голову. Эта туника могла закрывать либо только туловище, как жилет, либо она могла спускаться поверх набедренной повязки до самых колен.

#### Обмундирование
На поле сражения воины-ацтеки выходили в стёганой хлопчатобумажной рубахе (ицкаупилли), пропитанной соляным раствором или жидким маисовым тестом. Эта одежда, благодаря шнуровке на спине, плотно облегала тело. Она была в два пальца толщиной и так эффективно защищала своего владельца от индейских стрел с кремнёвыми наконечниками, что позднее испанские конкистадоры нередко предпочитали её своим тяжёлым металлическим кольчугам и панцирям.

Самой высшей наградой для заслуженного воина было право вступить в одно из почётных профессиональных объединений, которые испанцы называли «рыцарскими орденами» Орла и Ягуара. Члены этих «орденов» пользовались многими привилегиями, одной из которых являлось право носить особые «форменные» костюмы, состоявшие из рубашек с длинными рукавами и облегающих штанов, доходивших до щиколоток. Одежда разрисовывалась наподобие шкуры ягуара или орлиного оперения (на рукава воинов Орла даже нашивали перья, чтобы они походили на настоящие крылья). Голову покрывали роскошными шлемами, очень реалистично выполненными в форме птичьей или звериной головы. Завершали этот импозантный наряд значки из разноцветных перьев.
Жрецы во время празднеств и обрядов облачались в одеяния своих божеств со всеми их сложнейшими атрибутами и украшениями.
Самым великолепным гардеробом располагал, конечно, тлатоани. Согласно описаниям испанцев, некоторые одежды Монтесумы были сделаны целиком из перьев (для этого во дворце имелся специальный птичник, где содержались птицы с самым красивым оперением), другие покрывала многоцветная мозаика из перьев, дополнительно украшенная золотом и драгоценными камнями. При этом ни одно из своих одеяний Монтесума (а он переодевался четырежды в день) никогда не надевал второй раз, каким бы богатым оно ни было. Использованная одежда обычно отдавалась кому-нибудь из приближённых.
Ношение не подобающих по социальному положению одежд рассматривалось как серьёзное преступление и иногда даже наказывалось смертью. Например, ещё за 70 лет до прихода испанцев специальным указом было запрещено простолюдинам делать одежду из хлопка — это считалось привилегией аристократии. Им также запрещалось носить длинные плащи (за исключением тех случаев, когда их колени были покрыты боевыми шрамами). В свою очередь, знатного человека в качестве наказания за какой-то проступок могли лишить права на дорогие наряды и заставить носить одежду простонародья. А во время аудиенций у «императора» даже аристократы обязаны были набрасывать простые грубые плащи из волокон агавы поверх собственных одежд.

### Женская одежда

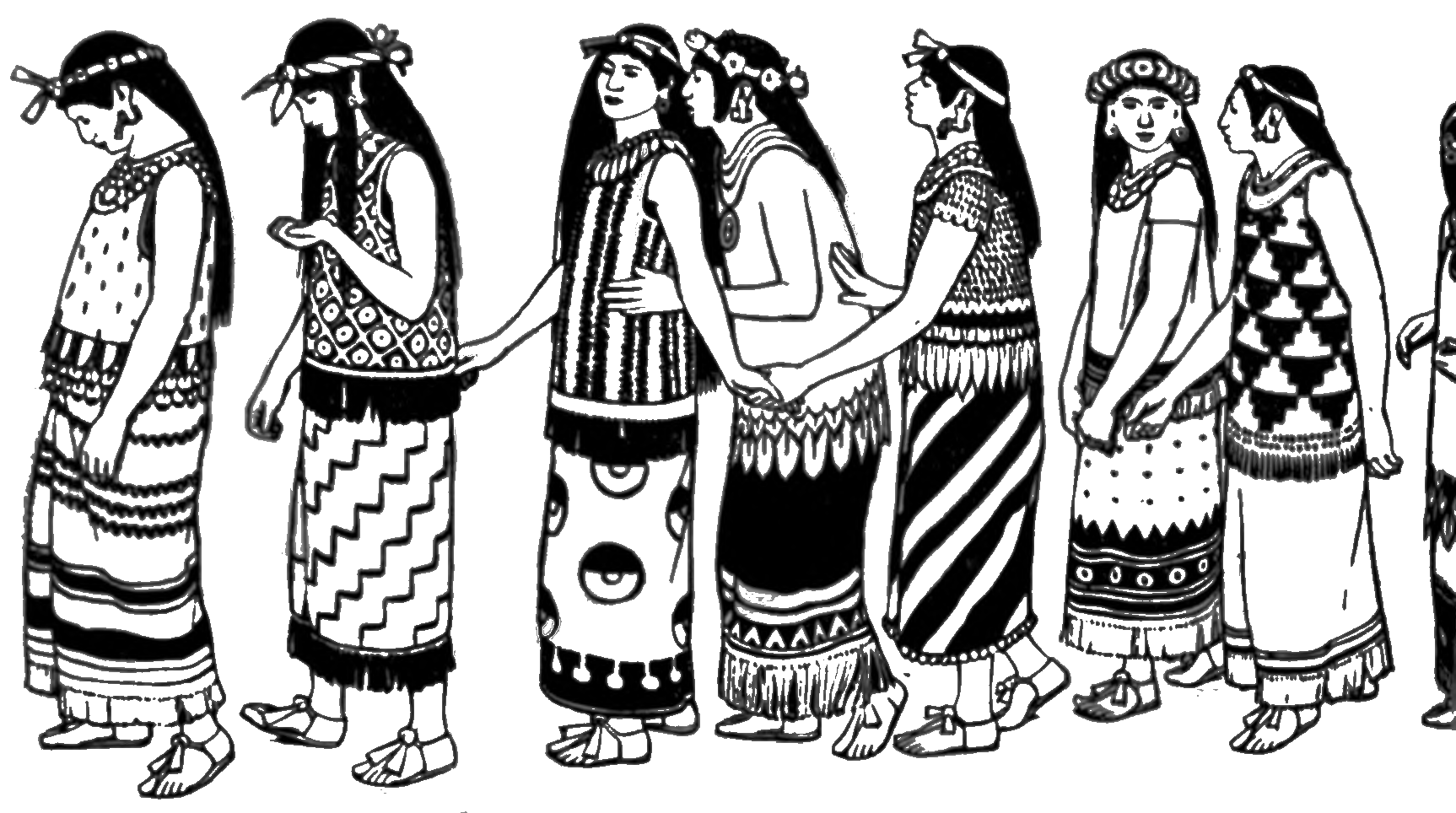
Женская одежда времён конкисты

Основу женского костюма составляла юбка, сделанная из куска ткани, который обёртывали вокруг нижней части тела и закрепляли на талии вышитым поясом. Доходила такая юбка почти до лодыжек.

Представительницы низших сословий и жительницы сельской местности часто оставляли грудь открытой, но горожанки и женщины средних и высших слоёв общества носили поверх юбки длинную блузу — уипиль, отделанную вышивкой у горловины. Повседневная одежда была простая, белого цвета, но праздничные наряды демонстрировали широкое разнообразие цветов и узоров. Все свидетели подчёркивают яркость и великолепие блузок и юбок, которые носили женщины из благородных семей и участницы ритуальных танцев:
«Некоторые из этих юбок были украшены узором в виде сердец, другие — плетёным узором, как птичьи грудки, третьи — узорами из спиралей или листьев… У них была кайма и бахрома; у всех подолы были расшиты. Что же касается блузок, то на некоторых были струящиеся коричневые рисунки, на других — узоры в виде дыма, на третьих имелись чёрные ленточки, четвёртые были украшены изображениями домов, пятые — рыб… Воротники у всех блузок были широкими, а вышитые края одежды также были широкими и свободными».
Выходя из дому, женщины накидывали на плечи кечкемитль — пелерину в форме ромба с прорезью для головы, богато украшенную и вышитую. Особенно нарядно украшался четырёхугольник ткани, который пришивался на груди под самым разрезом. На сохранившихся рисунках он даже выглядит как брошь, хотя на самом деле у ацтеков никаких брошей не было.
Девочки одевались так же, как их матери и старшие сёстры, в блузки и юбки, только юбки у них были значительно короче.

## Обувь
Простолюдины, как правило, обходились без обуви. Сандалии (кактли) носили только зажиточные люди и воины. Они делались из волокон агавы или из кожи так, что закрывали пятку, крепились к ноге завязками и имели каблуки. У воинов ремешки сандалий охватывали не только стопу, но и икры ног, поднимаясь до колен и образуя защитное покрытие (косеуатль). Те, у кого было достаточно средств, богато украшали свою обувь (для этого использовали золото, драгоценные камни, шкуры ягуаров и перья тропических птиц). Однако к правителю даже представители высшей знати могли приближаться только босиком.

## Причёски и головные уборы

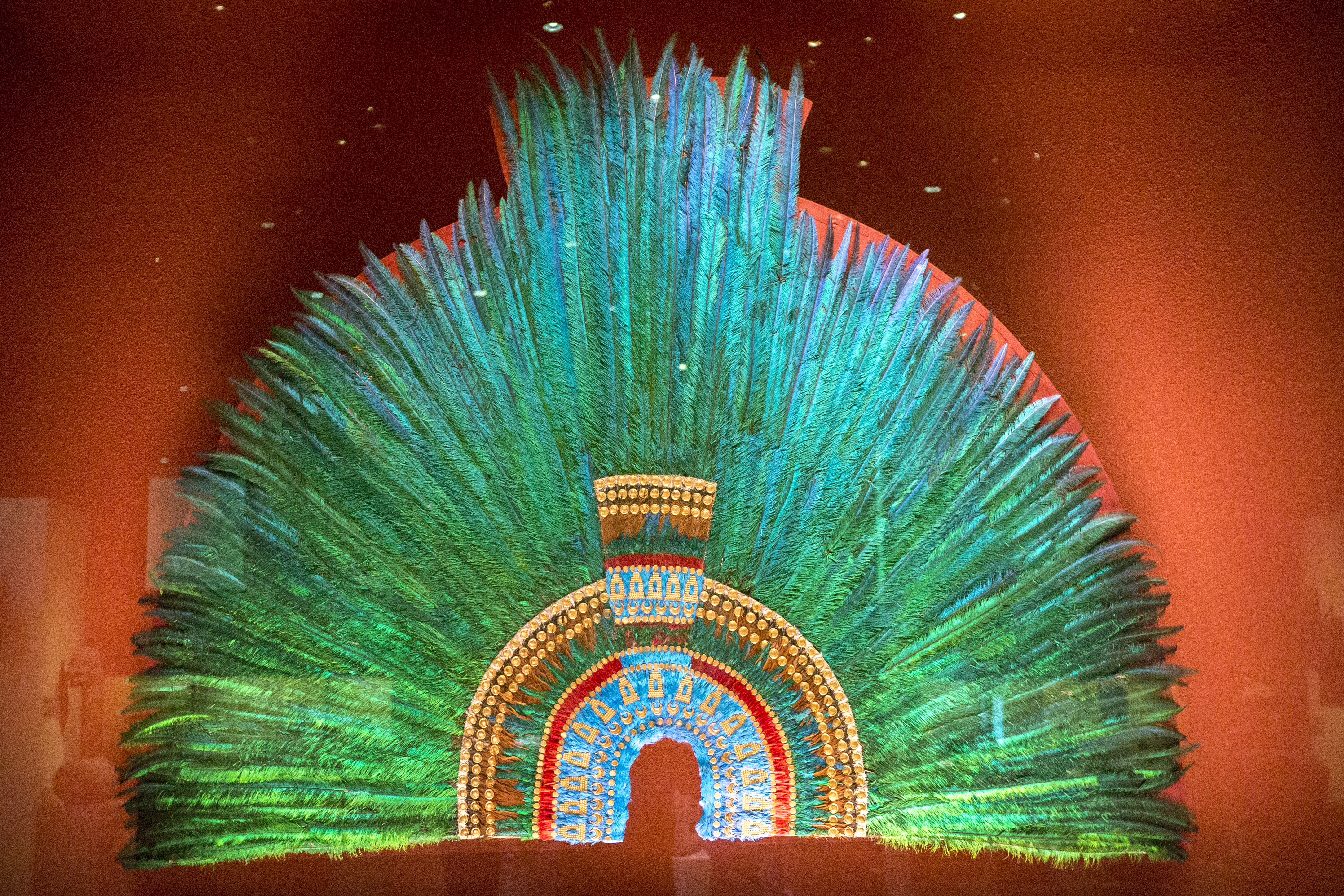
Головной убор из перьев Монтесумы II. Всемирный музей (Вена), Австрия. Копия выставлена в Национальном музее антропологии Мехико

Всех мальчиков, начиная с 10-летнего возраста, коротко стригли, оставляя только один локон на затылке, в знак того, что отныне они вступают в ряды воинов. Лишь захватив своего первого пленника, они могли обрезать этот локон и начать отращивать волосы.
Взрослые мужчины носили волосы ровно подстриженными на уровне шеи, а на лбу делали чёлку. Такую причёску нетрудно было сделать дома; если всё же кому-то не хотелось заниматься стрижкой самому, то можно было обратиться к профессиональным цирюльникам, которые имелись в каждом городе и предлагали свои услуги на рынках.
Жрецы выбривали волосы спереди и с боков, оставляя их только на макушке.
У заслуженных воинов тоже были свои особые причёски. Так, воины, захватившие в плен четырёх врагов, именовались «куачике» — «стриженые»; они брили головы наголо, оставив только прядь над ухом. Её перевязывали лентой, а бритый череп раскрашивали синей и красной краской.
Женщины всегда носили длинные волосы. В праздничные дни в них вплетались ленты, в доме же волосы свисали свободно. Однако они подбирались и укладывались вокруг головы, если надо было работать (чтобы не мешали). Была распространена мода убирать волосы так, чтобы они образовывали две дуги надо лбом, подобно маленьким рожкам.
Что касается головных уборов, то простые люди их не носили вовсе. Воины и знать украшали головы повязками, в которые втыкали перья (их число и цвет зависели от ранга владельца убора). Например, воины, входившие в личную охрану «императора», носили повязки с зелёными или голубыми перьями, прикреплёнными вертикально (другим воинам разрешалось носить перья только свисающими вниз); сзади с повязки спускались на спину особые кисточки или шарики, количество которых обозначало число подвигов, совершённых их обладателем.
Парадный головной убор тлатоани представлял собой венец из перьев розовой колпицы, над которыми развевались длинные зелёные перья кетцаля. В самых торжественных случаях надевался убор в виде разноцветной птицы, выполненный, разумеется, тоже из перьев: голова птицы была приподнята, крылья расправлены как при полёте, хвост изогнут дугой.

## Косметика
Записи Саагуна сохранили для нас идеал красоты ацтекского юноши — «стройного, как камыш, высокого и тонкого, как крепкий тростник, хорошо сложенного, не толстого…». Поддерживать хорошую физическую форму помогали строгие посты, постоянные воинские упражнения и холодные ванны. Эту привычку молодёжи прививали с детства; часто подросткам приходилось вставать по ночам, чтобы искупаться в холодной воде озера или источника. 
Привычку соблюдать телесную чистоту сохраняли и взрослые люди. Монтесума удивлял испанцев тем, что «мыл тело дважды в день», но и простые граждане купались очень часто. Почти в каждом доме имелась особая пристройка для принятия паровых ванн. Для мытья и стирки одежды пользовались плодами и корнями мыльного дерева. Напротив, отказ от гигиенических процедур воспринимался самим человеком и окружающими как некий символический акт, призванный подчеркнуть важность какого-то события или поступка: так, почтека (ацтекские купцы), отправляясь в опасную и далёкую торговую поездку, приносили обет искупаться только по возвращении, принося тем самым настоящую жертву. В месяц атемоцтли совершали покаяние, отказываясь от мытья с мылом.
Не только мужчинам, но и женщинам предписывалось быть строгими и скромными в повседневном быту. Родители поучали своих дочерей: «Если хочешь, чтобы твой муж любил тебя, одевайся прилично, умывайся, стирай своё платье». 
При всём при том женщины и в государстве ацтеков оставались женщинами и старались усилить своё очарование всеми доступными им средствами. Средства эти в Теночтитлане мало чем отличались от тех, которые употреблялись в Старом Свете: зеркала из тщательно отполированного обсидиана или пирита, различные кремы и духи. Женщины стремились осветлить свою кожу, придать ей модный светло-жёлтый оттенок. Им это удавалось при помощи особой мази под названием «жёлтая земля». Она делалась из охры и пользовалась таким спросом, что некоторые провинции поставляли её в столицу в качестве дани. Однако чрезмерно увлекаться раскрашиванием лица и тела считалось «дурным тоном».

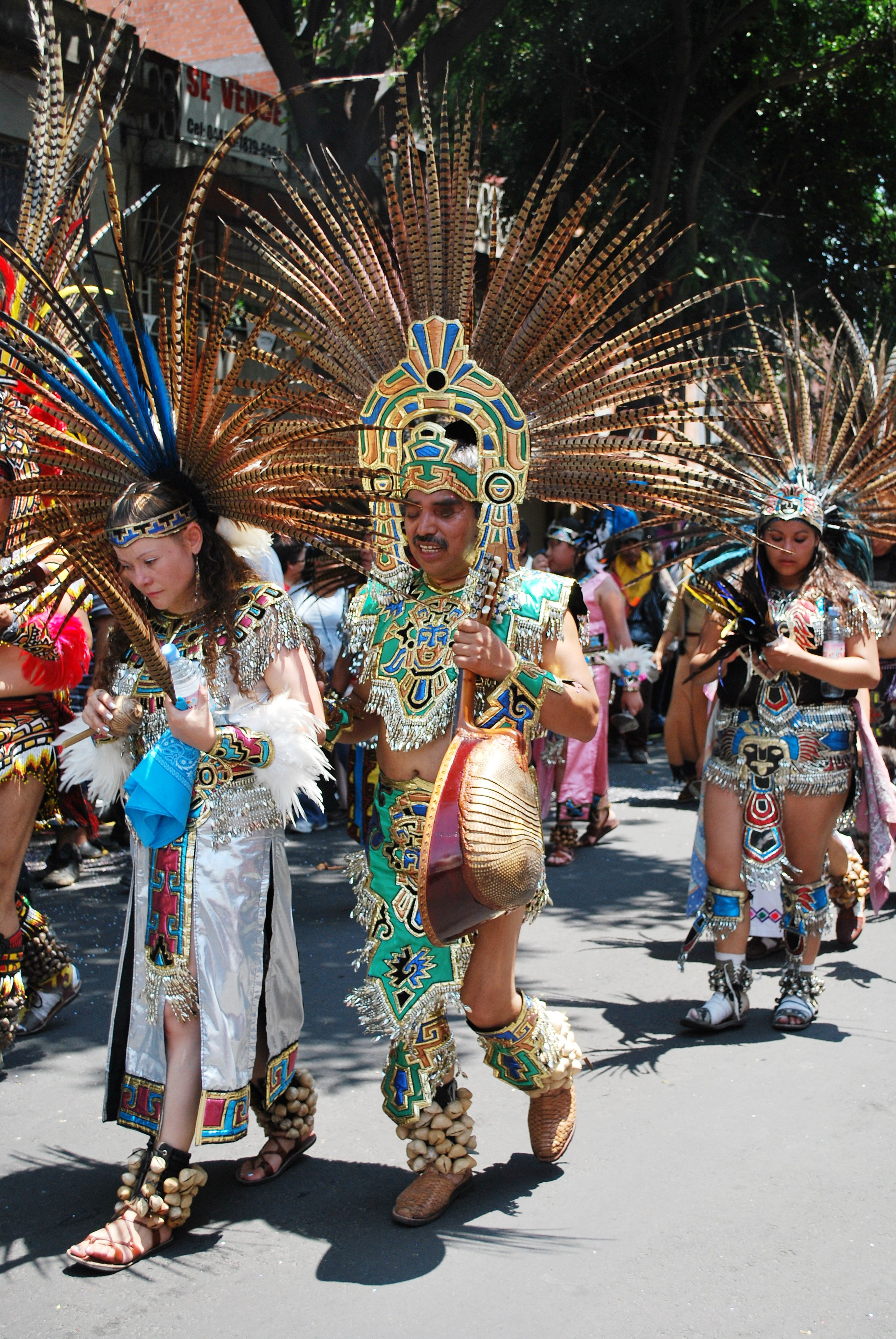
Пример современной интерпретации индейской одежды, имеющей мало общего с настоящим костюмом доколониальной эпохи

Злоупотребление косметикой было, по общему мнению, отличительной особенностью женщины лёгкого поведения. Ацтекская куртизанка, по описанию современника, «холит себя и одевается так тщательно, что, когда она полностью готова, она похожа на цветок. А чтобы выглядеть так, она сначала смотрится в зеркало, принимает ванну, моется и освежает себя, чтобы доставить удовольствие. Она намазывает своё лицо жёлтым кремом, который даёт ей ослепительный цвет лица; иногда … она накладывает румяна. У неё также есть привычка красить зубы в красный цвет при помощи кошенили и носить волосы распущенными, чтобы было красивее…». Кроме того, куртизанки украшали своё тело татуировкой от талии до колен (вероятно, желание рассмотреть поближе изящный узор должно было служить дополнительной приманкой для возможного клиента).

## Украшения
Если одежда, обувь и косметика древних мексиканцев были относительно просты, то их украшения, напротив, отличались богатством и изысканностью. Женщины носили серьги, ожерелья и браслеты на руках и ногах. У мужчин были те же украшения, но они вдобавок протыкали себе крылья носа и нижнюю губу, чтобы вставить туда особое украшение — лабретку.
Лабретки изготавливались из нефрита, янтаря или горного хрусталя, имели форму трубочки и могли достигать в длину до пяти сантиметров.